# Templul lui Augustus și Roma
Templul lui Augustus și al Romei este un sanctuar dedicat lui Augustus situat în districtul Altındağ⁠(d) din Ankara. Se crede că a fost construit în jurul anilor 25–20 d.Hr. Pe lângă faptul că este una dintre cele mai importante ruine din perioada romană din oraș, este cunoscut și pentru Monumentum Ancyranum. Aceasta este o inscripție despre lucrările lui Augustus, care era considerat primul împărat roman. Este cea mai completă copie a Res Gestae Divi Augusti care a supraviețuit până în prezent, chiar dacă originalul din Roma a dispărut.

## Istorie
Un templu frigian din secolul al II-lea î.Hr. de pe amplasament a fost distrus.
Augusteul a fost construit între 25–20 î.Hr. după cucerirea Anatoliei Centrale de către Imperiul Roman și formarea provinciei Galatia, cu Ancira drept capitală administrativă.
A fost reintrodusă în lumea occidentală de Antun Vrančić (ambasadorul lui Ferdinand al Austriei) la sultanul Suleyman Magnificul (1555–1562) la Amasia, în Asia Mică. Vrančić a citit prima dată inscripția și a identificat originea ei din lectura lui Suetonius. Doar pereții laterali și cadrul ornamentat al ușii au rămas; pozițiile a șase coloane pot fi încă recunoscute.

## Monumentum Ancyranum
După moartea lui Augustus în anul 14 d.Hr., o copie a textului Res Gestae Divi Augusti a fost inscripționată pe ambii pereți din interiorul pronaosului în limba latină, cu o traducere în greacă pe un perete exterior al naosului.
Inscripțiile sunt sursa principală rămasă a textului, deoarece inscripția originală pe stâlpi de bronz din fața Mausoleului lui Augustus din Roma s-a pierdut de mult, iar alte două inscripții supraviețuitoare ale textului sunt incomplete. Impresiile Monumentum Ancyrum au fost obținute de Expediția Cornell în anii 1907–1908 și au stat la baza studiului epigrafic, inclusiv al cercetătoarei epigrafice Mariana McCaulley.

## Copii
O reproducere la dimensiune naturală a pronaosului, inclusiv textul Deeds, a fost ridicată în grădinile Băilor lui Dioclețian din Roma pentru Expoziția Arheologică de la Expoziția Mondială din 1911 de la Roma. După expoziție, a fost pusă în depozit până când a fost expusă la Mostra Augustea della Romanità în 1937. După al Doilea Război Mondial, a fost mutată în Camera IX a noului Museo della Civiltà Romana